# Вяйке-Эмайыги
Вяйке-Эмайыги (эст. Väike Emajõgi) — река в Эстонии.
Водоток берёт начало с возвышенности Отепя из озера Пюхаярв. Устье реки находится в южной части озера Выртсъярв. Весь свой путь река протекает через уезд Валгамаа.
Длина реки — 82 км, площадь бассейна — 1380 км², главным притоком реки является Пыдели (эст. Pedeli jõgi). Высота истока реки — 115 метров над уровнем моря, высота устья — 33 метра.